# Associazione Calcio Carpi 1919-1920
Questa pagina raccoglie le informazioni riguardanti l'Associazione Calcio Carpi nelle competizioni ufficiali della stagione 1919-1920.

## Stagione
Nella stagione 1919-1920 il Carpi ha disputato il girone emiliano del campionato di Prima Categoria, piazzandosi al 4º posto in classifica con 7 punti.

## Rosa
| N. |                   | Ruolo | Calciatore         |
| -- | ----------------- | ----- | ------------------ |
|    | Italia (bandiera) | A     | Livio Balasso      |
|    | Italia (bandiera) | D     | Giuseppe Bassi     |
|    | Italia (bandiera) | C     | Alberto Benassi    |
|    | Italia (bandiera) | A     | Arrigo Casarini    |
|    | Italia (bandiera) | D     | Angelo Facci       |
|    | Italia (bandiera) | D     | Adolfo Fanconi     |
|    | Italia (bandiera) | C     | M. Fanconi         |
|    | Italia (bandiera) | D     | Bruno Giorgi       |
|    | Italia (bandiera) | C     | Alberto Giovanardi |

| N. |                   | Ruolo | Calciatore          |
| -- | ----------------- | ----- | ------------------- |
|    | Italia (bandiera) | A     | Daniele Giovanardi  |
|    | Italia (bandiera) | A     | Augusto Maselli     |
|    | Italia (bandiera) | A     | Antonio Moretti     |
|    | Italia (bandiera) | C     | Almo Morselli       |
|    | Italia (bandiera) | D     | Alfonso Paltrinieri |
|    | Italia (bandiera) | D     | Alfredo Scacchetti  |
|    | Italia (bandiera) | C     | Armando Scacchetti  |
|    | Italia (bandiera) | P     | Castone Setti       |
|    | Italia (bandiera) | A     | Zurga Tirelli       |

## Risultati

### Prima Categoria

#### Girone di andata
| Arbitro: | Sarto (Bologna) |

|                                                                      |           |  |
| Marsciani 3’, 87’ Pedrazzi 44’, 72’ Minchio 65’ Forlivesi 78’ (rig.) | Marcatori |  |

| Arbitro: | Bertazzoni (Modena) |

|                        |           |  |
| Biagi 40’ Badini I 43’ | Marcatori |  |

| Arbitro: | Sarto (Bologna) |

|                          |           |                   |
| Morselli 41’ Maselli 74’ | Marcatori | 44’ (rig.) Gabusi |

| Arbitro: | Ortali (Bologna) |

|           |           |                  |
| Zanon 90’ | Marcatori | 30’, 53’ Tirelli |

| Carpi 9 novembre 1919 5ª giornata | Carpi            | 0 – 0 | Mantova | \| Arbitro: \| Ortali (Bologna) \| |
| Arbitro:                          | Ortali (Bologna) |       |         |                                    |

#### Girone di ritorno
| Arbitro: | Ortali (Bologna) |

|  |           |                                 |
|  | Marcatori | 30’, 62’ Chiecchi 77’ Marsciani |

| Arbitro: | Sabattini (Bologna) |

|                          |           |                                                         |
| Casarini 55’ Balasso 66’ | Marcatori | 5’, 25’, 80’ Perin 40’ Badini II 50’ Ponti 84’ Genovesi |

| Arbitro: | Ortali (Bologna) |

|  |           |                 |
|  | Marcatori | 4’, 42’ Balasso |

| Arbitro: | Bertazzoni (Modena) |

|  |           |                  |
|  | Marcatori | 41’ (rig.) Serra |

| Arbitro: | Resegotti (Milano) |

|                                 |           |             |
| Prosperi II 15’ Agostinelli 70’ | Marcatori | 60’ Tirelli |

## Statistiche

### Statistiche di squadra
| Competizione                      | Punti | In casa | In casa | In casa | In casa | In casa | In casa | In trasferta | In trasferta | In trasferta | In trasferta | In trasferta | In trasferta | Totale | Totale | Totale | Totale | Totale | Totale | DR  |
| Competizione                      | Punti | G       | V       | N       | P       | Gf      | Gs      | G            | V            | N            | P            | Gf           | Gs           | G      | V      | N      | P      | Gf     | Gs     | DR  |
| --------------------------------- | ----- | ------- | ------- | ------- | ------- | ------- | ------- | ------------ | ------------ | ------------ | ------------ | ------------ | ------------ | ------ | ------ | ------ | ------ | ------ | ------ | --- |
| Prima Categoria - gruppo emiliano | 7     | 5       | 1       | 1       | 3       | 4       | 11      | 5            | 2            | 0            | 3            | 5            | 11           | 10     | 3      | 1      | 6      | 9      | 22     | -13 |